# Корралес (Колумбия)
Корралес (исп. Corrales) — небольшой город и муниципалитет в центральной части Колумбии, на территории департамента Бояка. Входит в состав провинции Тундама.

## История
Поселение, из которого позднее вырос город, было основано 28 января 1782 года.

## Географическое положение

Муниципалитет Корралес

Город расположен в северной части департамента, в горной местности Восточной Кордильеры, на левом берегу реки Чикамоча, на расстоянии приблизительно 60 километров к северо-востоку от города Тунха, административного центра департамента. Абсолютная высота — 2390 метров над уровнем моря.
Муниципалитет Корралес граничит на севере с территорией муниципалитета Бетейтива, на северо-востоке— с муниципалитетом Таско, на востоке— с муниципалитетом Гамеса, на юго-востоке— с муниципалитетом Топага, на юго-западе — с муниципалитетом Нобса, на западе — с муниципалитетами Флореста и Бусбанса. Площадь муниципалитета составляет 60,85 км².

## Население
По данным Национального административного департамента статистики Колумбии, совокупная численность населения города и муниципалитета в 2015 году составляла 2273 человека.
Динамика численности населения муниципалитета по годам:
| 2005 | 2006 | 2007 | 2008 | 2009 | 2010 | 2011 | 2012 | 2013 | 2014 | 2015 |
| ---- | ---- | ---- | ---- | ---- | ---- | ---- | ---- | ---- | ---- | ---- |
| 2544 | 2519 | 2485 | 2461 | 2437 | 2409 | 2380 | 2350 | 2330 | 2305 | 2273 |

Согласно данным переписи 2005 года мужчины составляли 48,1 % от населения Корралеса, женщины — соответственно 51,9 %. В расовом отношении белые и метисы составляли 99,9 % от населения города; негры, мулаты и райсальцы — 0,1 %.
Уровень грамотности среди всего населения составлял 89,9 %.

## Экономика
Основу экономики Корралеса составляют сельское хозяйство и добыча полезных ископаемых.

62,9 % от общего числа городских и муниципальных предприятий составляют предприятия торговой сферы, 19 % — предприятия сферы обслуживания, 16,2 % — промышленные предприятия, 1,9 % — предприятия иных отраслей экономики.